# Vaterpolo na Mediteranskim igrama 2009.
Vaterpolski turnir na MI 2009. održavao se od 30. lipnja do 5. srpnja u Pescari u Italiji. Hrvatska je u borbi za broncu izgubila od domaćina Italije 10:9 pogotkom iz peterca u posljednjoj sekundi. U borbi za zlato Srbija je pobijedila Španjolsku 9:4 i osvojila svoj prvi naslov.

## Konačni poredak
| Mj. | Država     |
| --- | ---------- |
| 1.  | Srbija     |
| 2.  | Španjolska |
| 3.  | Italija    |
| 4.  | Hrvatska   |
| 5.  | Crna Gora  |
| 6.  | Francuska  |
| 7.  | Grčka      |
| 8.  | Turska     |

| Pobjednici         |
| ------------------ |
| Srbija Prvi naslov |